# Himantoglossum adriaticum
Himantoglossum adriaticum är en orkidéart som beskrevs av Helmut Baumann. Himantoglossum adriaticum ingår i släktet Himantoglossum och familjen orkidéer. IUCN kategoriserar arten globalt som livskraftig. Inga underarter finns listade i Catalogue of Life.

## Bildgalleri

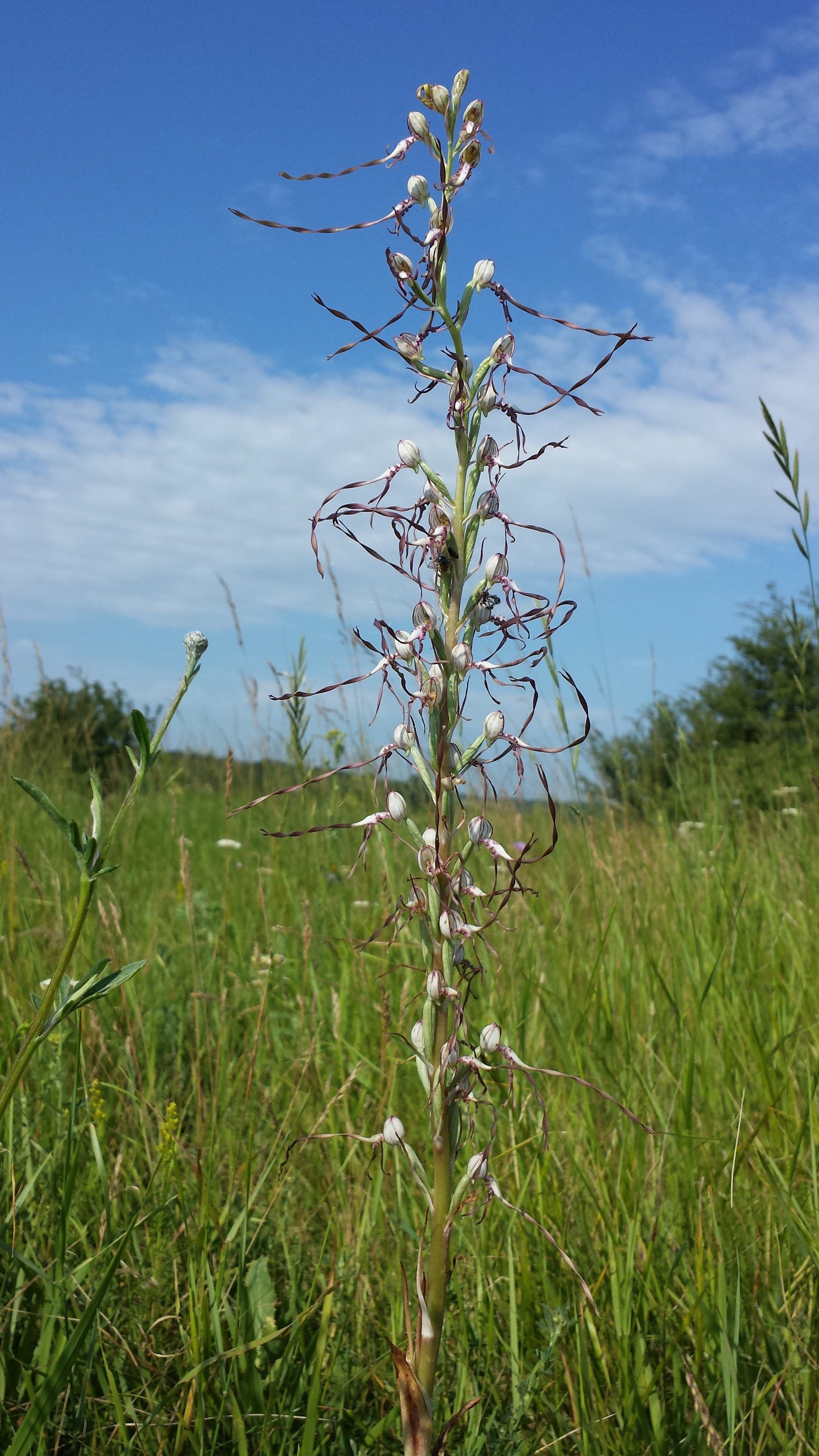
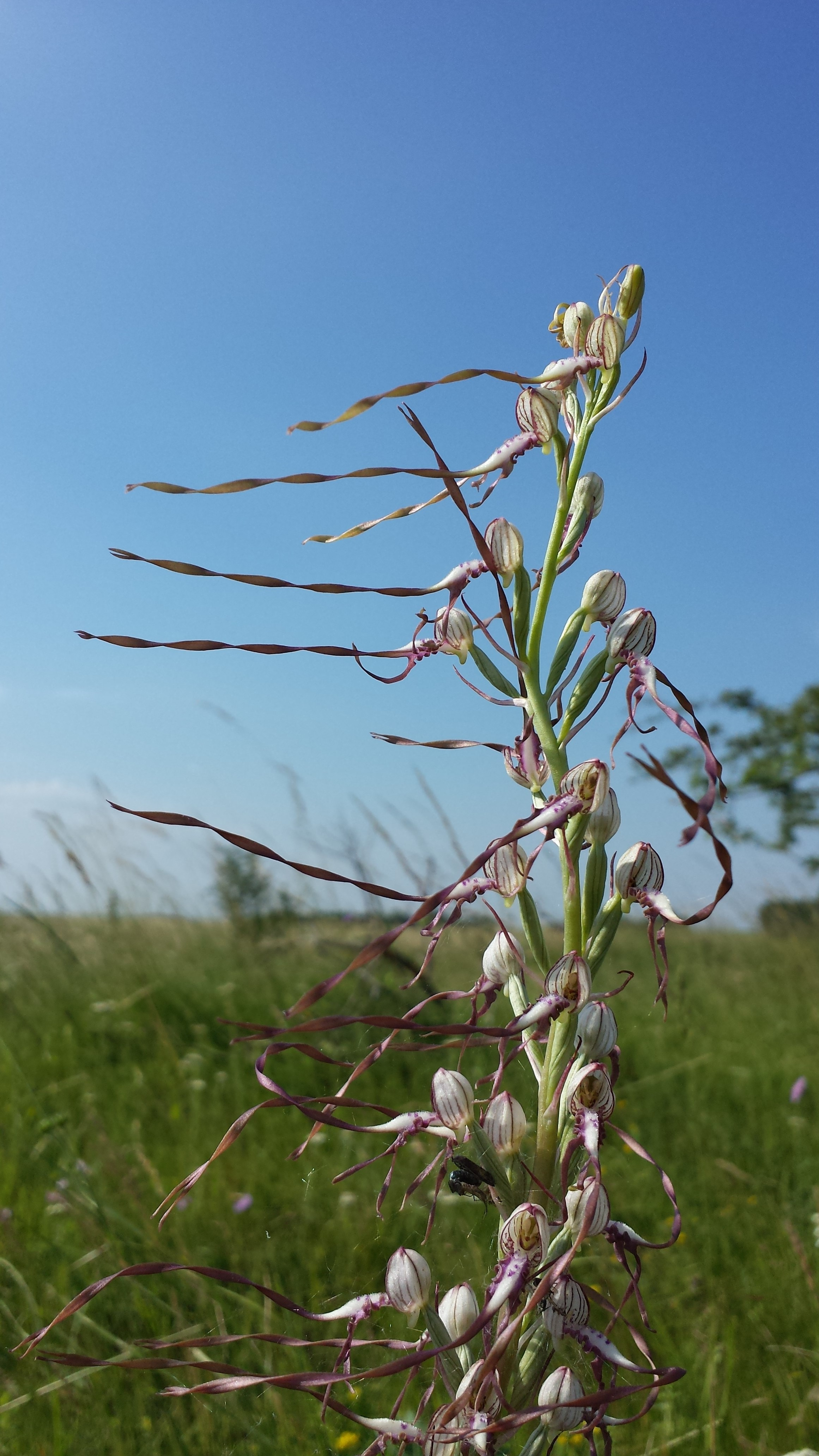
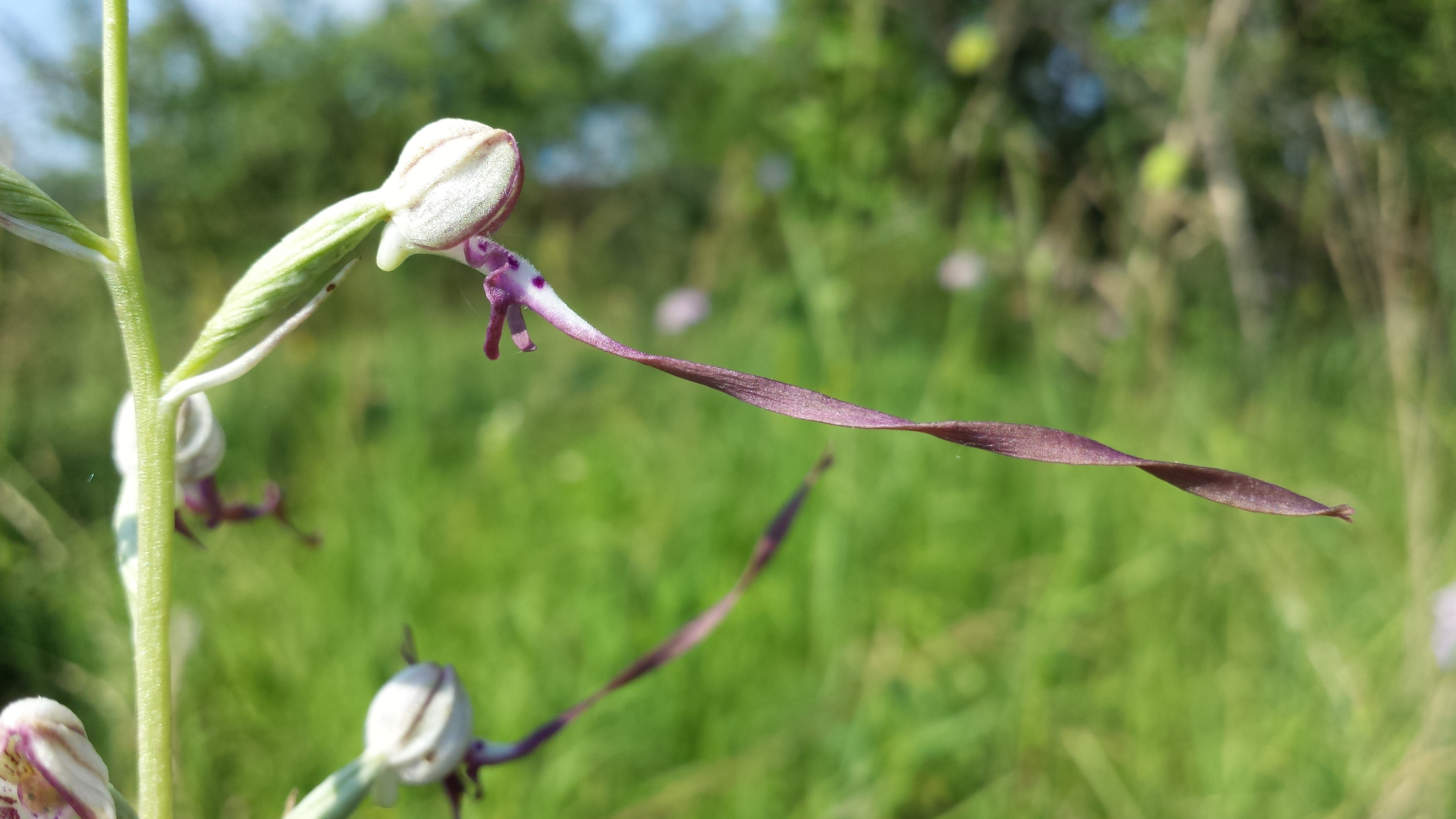
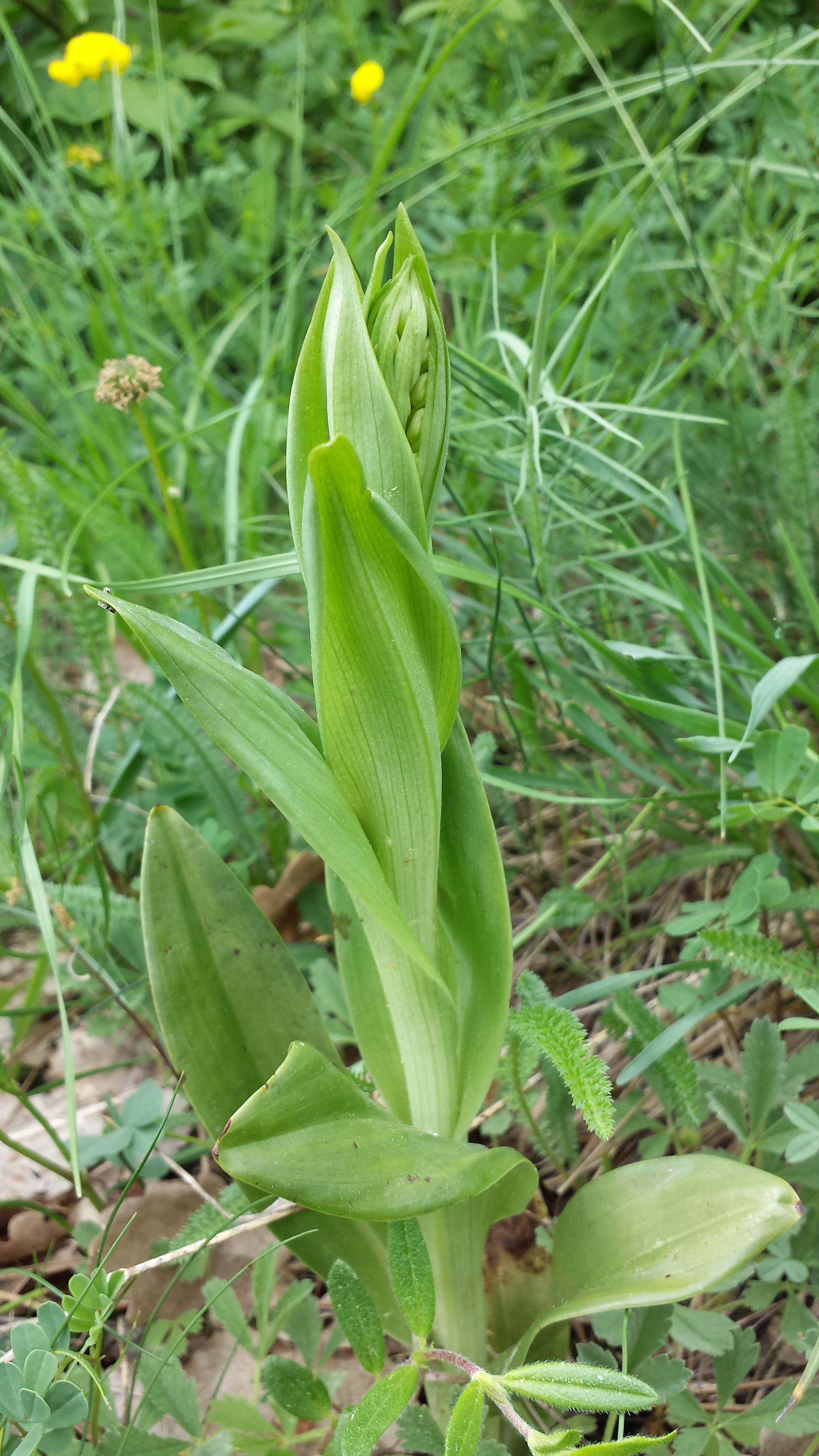
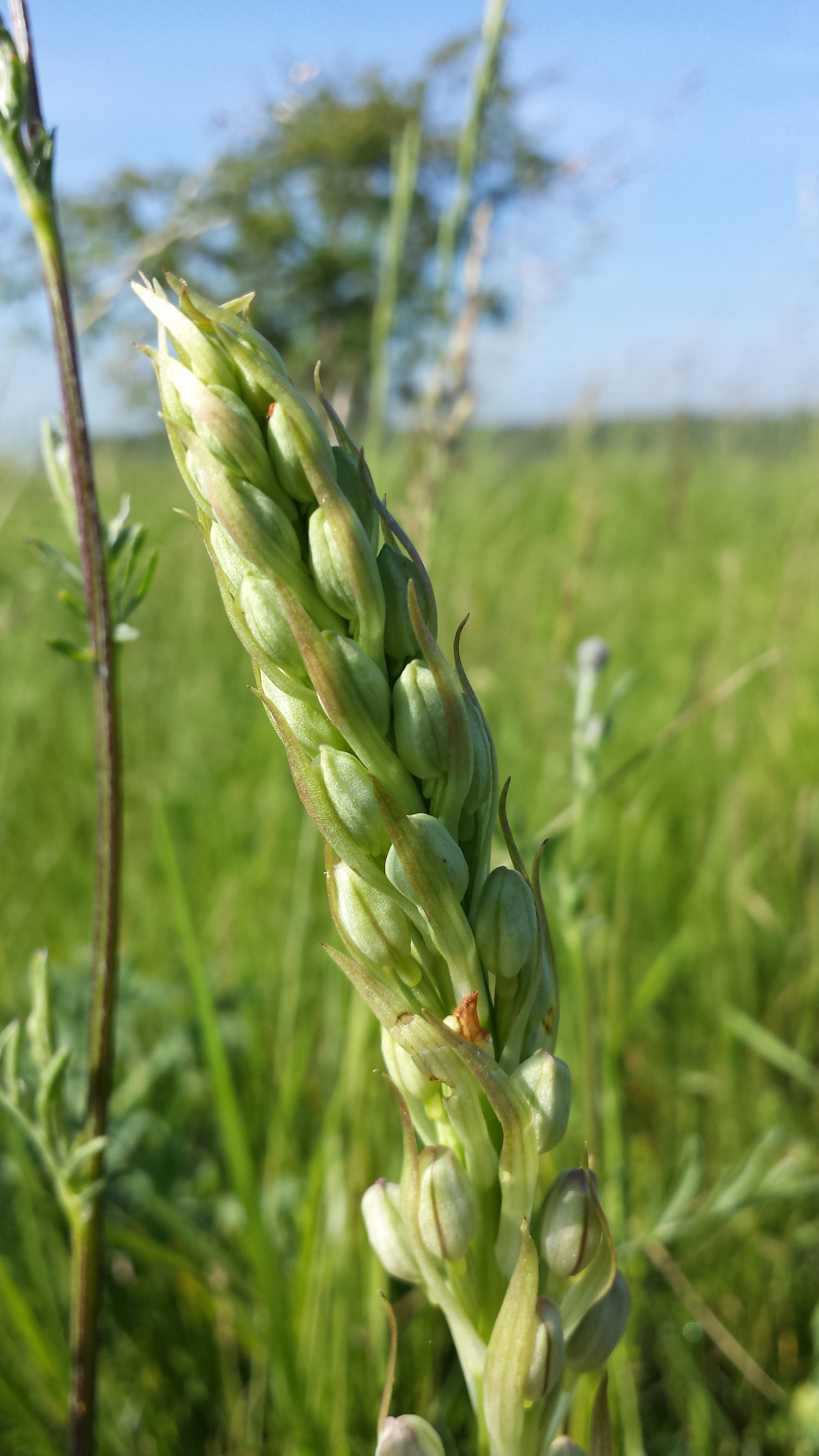
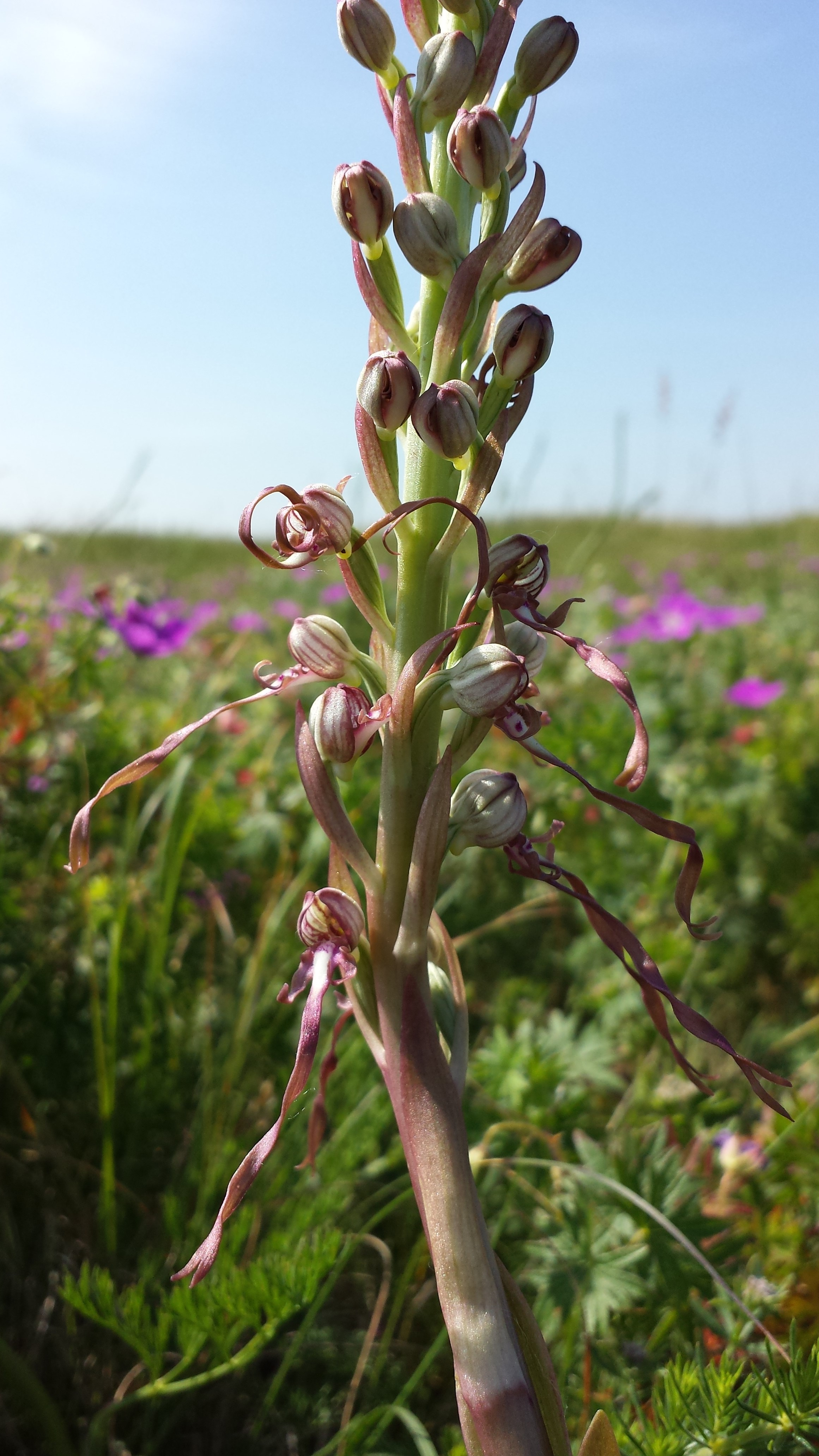